# Rutschmarke

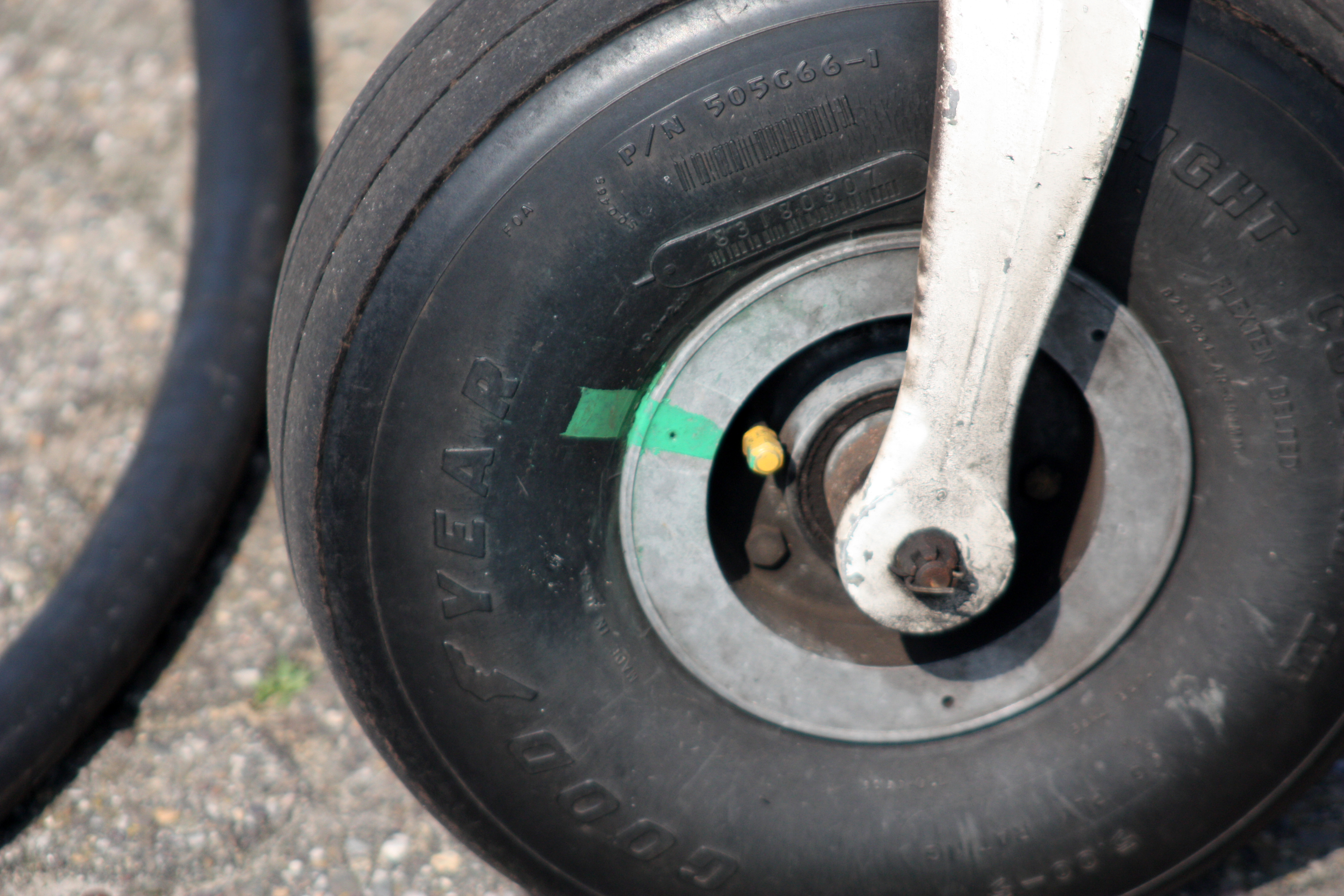
Bugfahrwerk mit grüner Rutschmarke

Die Rutschmarke (englisch slip (page) mark oder creep mark) ist eine Markierung auf Reifen und Felge von Flugzeugbereifungen, mit denen der definierte Sitz des Reifenmantels relativ zur Felge bestimmt wird. Wenn sich der Mantel gegenüber der Felge verdreht („rutscht“), dann besteht bei Schlauchreifen die Gefahr, dass das Ventil abgerissen wird. Die Prüfung auf übereinstimmende Rutschmarken ist deshalb Teil der äußeren Sichtprüfung im Rahmen der Preflight-Checks, dem Outside Check. In der Regel haben heute nur noch Kleinflugzeuge eine Schlauchbereifung. Eine mögliche Ursache für ein Verrutschen kann zu niedriger Luftdruck im Reifen sein.